# Ricinoides megahanseni
Ricinoides megahanseni är en spindeldjursart som beskrevs av Legg 1982. Ricinoides megahanseni ingår i släktet Ricinoides och familjen Ricinoididae. Inga underarter finns listade i Catalogue of Life.